# Acontia elaeoa
Acontia elaeoa es una especie  de Lepidoptera perteneciente a la familia Noctuidae. Se encuentra en Queensland.
La envergadura es de unos 15 mm. Los adultos tienen las alas marrones. La mitad basal de cada ala anterior es variablemente irregular de color marrón pálido y el medio es de color marrón oscuro. Las alas posteriores son de color marrón, desvaneciéndose un poco hacia las bases.